# Rudolf Inderst
Rudolf Thomas Inderst (* 1978 in München) ist ein deutscher Kulturwissenschaftler und Digitalspielforscher.

## Leben

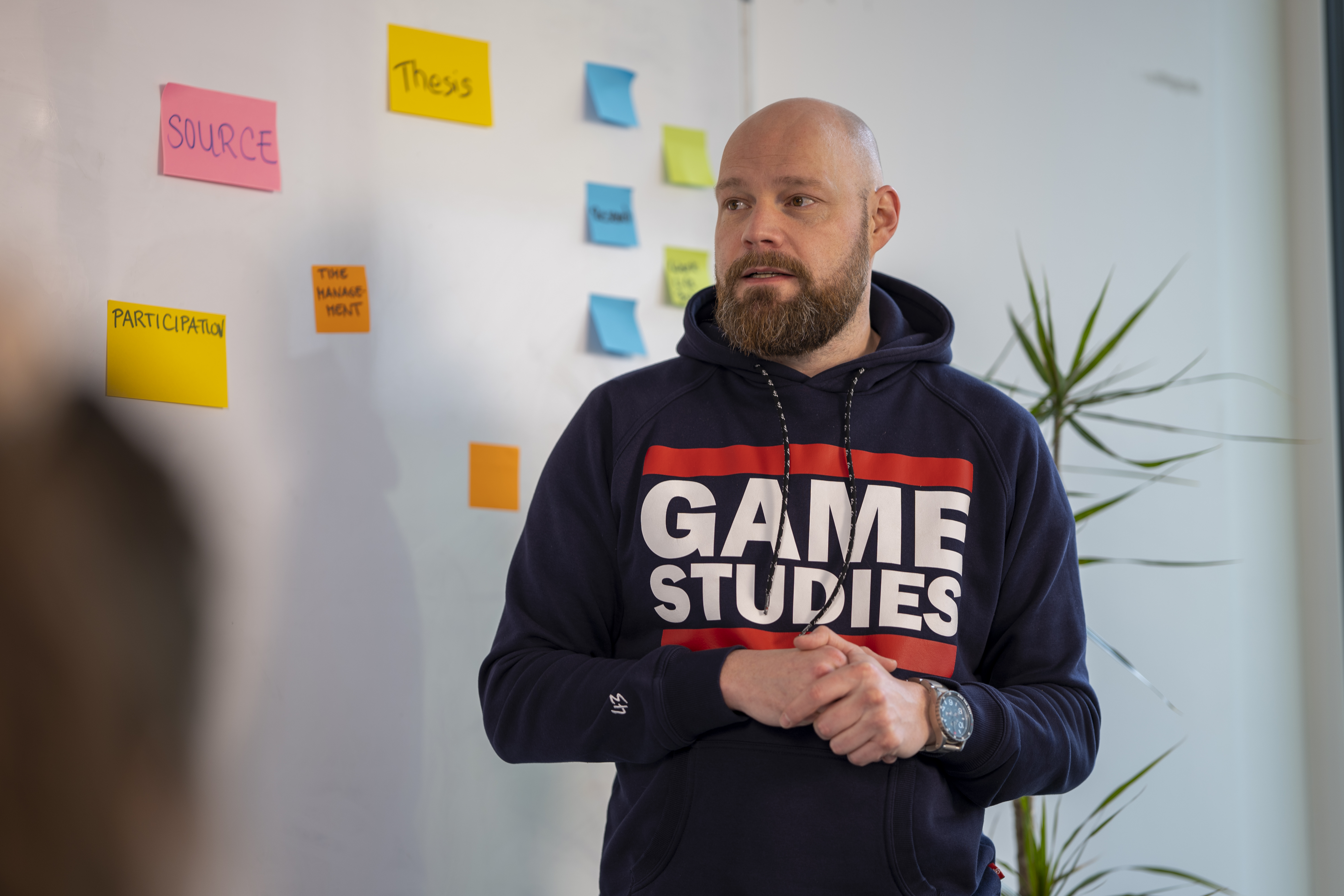

Rudolf Thomas Inderst studierte von 1999 bis 2005 Politikwissenschaft, Amerikanistik sowie Neuere und Neueste Geschichte in München und Kopenhagen. Anschließend promovierte er in Amerikanischer Kulturgeschichte von 2005 bis 2009 an der Ludwig-Maximilians-Universität München. Er arbeitet(e) als Lehrbeauftragter an der LMU München am Amerika-Institut, der SRH Berlin wie SRH Heidelberg, den Hochschulen Neu-Ulm, München sowie Fresenius. Er schloss 2018 seine zweite Promotion im Fach Medienwissenschaften an der Universität Passau ab. Im Wintersemester 2020/2021 hatte er an der Hochschule Trier eine Vertretungsprofessur im Fachbereich Gestaltung inne. Von Januar 2022 bis April 2025 war er Professor für Game Design an der IU Internationale Hochschule, zum April 2025 wechselte er als Professor für Game Design und Games Studies an die Hochschule Neu-Ulm.
Seit 2002 arbeitet er als freiberuflicher Autor und Speaker mit den Schwerpunkten Game Studies und Film. Daneben hält er im Rahmen von Festivals, Tagungen und Workshops regelmäßig kulturwissenschaftliche Vorträge und spricht auf Podiumsdiskussionen und Konferenzen. Von 2010 bis 2013 hatte er die Ressortleitung „Digitale Spiele“ beim Titel kulturmagazin inne. Ab 2013 übernahm er diese Funktion zusammen mit Christof Zurschmitten bei dem Schweizer Kulturjournal Nahaufnahmen. Von Ende 2017 bis Mitte 2020 war er in dieser Position alleine verantwortlich, zusammen mit Norman Volkmann leitete er das Ressort bis Mitte 2024. Seit August 2024 ist erneut Leiter des Ressorts Digitalspielkultur bei Titel kulturmagazin. Zudem ist er Gründer und Host der Digitalspielforschungs-Podcastserie Game Studies im US-Podcast-Netzwerk The New Books Network. Für den Deutschen Fachjournalisten Verband (DFJV) ist er seit 2024 Fachbeirat für Digitale Spiele. Seit 2024 schreibt und moderiert er Replay Value – eine Sendung über digitale Spielkultur – bei Radio Lora München.
Von 2013 bis 2022 arbeitete er außerdem als Social-Media-Manager GSA / International Community Strategist für Koch Media bzw. Deep Silver / Ravenscourt in Planegg bei München.

## Veröffentlichungen (Auswahl)

### Werke
- Aus ludischer Leichtigkeit. Was über digitale Spiele noch zu sagen wäre. Verlag Werner Hülsbusch, Glückstadt 2020, ISBN 978-3-86488-163-3
- #Gamestudies. 20 Jahres Forschungsfantasie: Von der Disziplinierung eines Mediums. Marburg, 2022 (zusammen mit Pascal Marc Wagner), ISBN 978-3-96317-315-8

### Als Herausgeber
- Die Blutkathedrale. Eine Pulp-Anthologie, hrsg. von Rudolf Inderst und Daniel Appel, Hannover/Grasbrunn 2020.
- Wissenschaft und Technologie in digitalen Spielen, hrsg. von Rudolf Inderst und Arno Görgen, Büchner-Verlag, Marburg 2020. ISBN 978-3-96317-194-9.
- Für eine Handvoll Games. Zehn Jahre schreiben über das Kulturgut Spiel, hrsg. von Rudolf Inderst, Norman Volkmann und Christof Zurschmitten, Büchner-Verlag, Marburg 2021. ISBN 978-3-96317-248-9
- Die Blutkathedrale MMXXI, hrsg. von Rudolf Inderst und Daniel Appel, Hannover/Grasbrunn 2021.
- „Eva, auf Wiedersehen!“ Zur Geschichte, Verhandlung und Einordnung der Wolfenstein-Spielereihe, hrsg. von Aurelia Brandenburg, Rudolf Inderst und Pascal Wagner, Verlag Werner Hülsbusch, Glückstadt 2022, ISBN 978-3-86488-175-6
- Old World Blues. Fallout und das Spiel mit der Postapokalypse, hrsg.  von Rudolf Inderst und Arno Görgen, Büchner-Verlag, Marburg 2024. ISBN 978-3963173905
- Computerspiele. 50 zentrale Titel, hrsg. von Daniel Martin Feige und Rudolf Inderst, transcript Verlag, Bielefeld 2025. ISBN 978-3-8376-6825-4